# Seconda Divisione 2024-2025 (Emirati Arabi Uniti)
La Seconda Divisione degli Emirati Arabi Uniti 2024-2025 è stata la 6ª edizione della terza competizione nazionale per club degli Emirati Arabi Uniti.

## Squadre
Fonte: 
| Squadra         | Città                | Stadio                                 |
| --------------- | -------------------- | -------------------------------------- |
| Al Ittifaq      | Dubai (Al Mamzar)    | Al Mamzar Pitch                        |
| Al-Mooj         | Al Jazirah Al Hamra  | Al Jazirah Al Hamra Stadium            |
| Al Nujoom       | Dubai (Mirdif)       | UIS International                      |
| Arabian Falcons | Dubai                | Jebel Ali Shooting Club                |
| Baynounah       | Ruwais               | Soccer City Stadium                    |
| D-Gardens       | Dubai                | The Sevens                             |
| Dubai City      | Al Barsha            | Kings School Al Barsha                 |
| Elite Falcons   | Al Lisaili           | The Sevens                             |
| Fursan Hispania | Dubai (Al Sufouh)    | The Sevens                             |
| Gulf FC B       | Dubai                | Abtal Al Khaleej Stadium               |
| La Liga HPC     | Dubai (Al Hebiah)    | Dubai Sports City                      |
| Laval United    | Dubai (Al Qusais)    | Target ground                          |
| Madenat         | Dubai                | Dubai Club For People of Determination |
| Regional Sports | Abu Dhabi            | Zayed Sports City                      |
| Royal FC        | Dubai (Al Khawaneej) | UIS International                      |

## Classifica
aggiornata al 25 giugno 2025
|  | Pos. | Squadra         | Pt | G  | V  | N | P  | GF | GS | DR  |
|  | ---- | --------------- | -- | -- | -- | - | -- | -- | -- | --- |
|  | 1.   | Elite Falcons   | 61 | 24 | 19 | 4 | 1  | 59 | 17 | +42 |
|  | 2.   | Dubai City      | 58 | 24 | 18 | 4 | 2  | 50 | 18 | +32 |
|  | 3.   | Al Ittifaq      | 51 | 24 | 16 | 3 | 5  | 61 | 26 | +35 |
|  | 4.   | Precision       | 45 | 24 | 13 | 6 | 5  | 59 | 36 | +23 |
|  | 5.   | Fursan Hispania | 37 | 24 | 11 | 4 | 9  | 46 | 41 | +5  |
|  | 6.   | Gulf FC B       | 37 | 24 | 11 | 4 | 9  | 51 | 44 | +7  |
|  | 7.   | Arabian Falcons | 36 | 24 | 10 | 6 | 8  | 49 | 35 | +14 |
|  | 8.   | D-Gardens       | 32 | 24 | 9  | 5 | 10 | 37 | 43 | -6  |
|  | 9.   | Madenat         | 24 | 24 | 6  | 6 | 12 | 32 | 53 | -21 |
|  | 10.  | Royal FC        | 18 | 24 | 4  | 6 | 14 | 35 | 55 | -20 |
|  | 11.  | Baynounah       | 15 | 24 | 3  | 6 | 15 | 24 | 54 | -30 |
|  | 12.  | Al-Mooj         | 13 | 24 | 4  | 1 | 19 | 23 | 70 | -47 |
|  | 13.  | Regional Sports | 12 | 24 | 3  | 3 | 18 | 24 | 58 | -34 |
|  | 14.  | Laval United    | 0  | 0  | 0  | 0 | 0  | 0  | 0  | 0   |
|  | 15.  | La Liga HPC     | 0  | 0  | 0  | 0 | 0  | 0  | 0  | 0   |

Legenda:

      Promosse alla UAE First Division 2025-2026 

      Retrocesse in UAE Third Division 2025-2026
Note:
Tre punti a vittoria, uno a pareggio, zero a sconfitta.
Laval United e Liga HPC : entrambe le squadre si sono ritirate dalla competizione, di conseguenza i loro risultati sono stati cancellati
Fonte: GSA.com

## Classifica marcatori
aggiornato al giugno 2025
| Gol |  |  | Giocatore        | Squadra         |
| --- |  |  | ---------------- | --------------- |
| 18  |  |  | Precious Earnest | D-Gardens       |
| 17  |  |  | Josh Fowler      | Dubai City      |
| 16  |  |  | Aboubacar Cisse  | Fursan Hispania |
| 13  |  |  | Callum Morris    | Precision       |
| 12  |  |  | Demba Leeuwen    | Gulf FC B       |
| 11  |  |  | Davide Mariani   | Al Ittifaq      |
| 11  |  |  | Mamady Camara    | Al Ittifaq      |
| 11  |  |  | Ebrima Kinteh    | Arabian Falcons |
| 9   |  |  | Mamadou Sawane   | Elite Falcons   |
| 9   |  |  | Ravel Morrison   | Precision       |